# Le Costume de mariage
Le Costume de mariage (en persan : لباسی براى عروسى, Lebassi Barāye Aroussi) est un moyen métrage dramatique iranien sorti en 1976, écrit et réalisé par Abbas Kiarostami.

## Synopsis
La vie des apprentis d'une cour d'ateliers répartis sur plusieurs étages. Ils sont reliés par escaliers et galeries sur cour. L'apprenti tailleur est sollicité par l'apprenti serveur et l'apprenti tisseur pour leur prêter, le temps d'une nuit, le dernier costume taillé et qui doit être livré au matin.

## Fiche technique
- Titre original : Lebassi Baraye Arossi
- Réalisation et scénario : Abbas Kiarostami
- Pays de production :  Iran
- Format : couleur - son mono
- Genre : drame
- Durée : 57 minutes
- Date de sortie : 1976